# Gornja Višnjica (Chorwacja)
Gornja Višnjica – wieś w Chorwacji, w żupanii varażdińskiej, w mieście Lepoglava. W 2011 roku liczyła 271 mieszkańców.